# Jean Jacques Alexis Uhrich
Jean Jacques Alexis Uhrich (15. februar 1802 i Phalsbourg – 9. oktober 1886 i Paris) var en fransk militærmand, der nok er bedst kendt for at lede det forgæves forsvar af Strasbourg under belejringen i 1870.
Uhrich udgik fra Saint-Cyr som sekondløjtnant i 1820 og blev løjtnant i 1824 og kaptajn i 1831. I 1843 blev han oberstløjtnant og i 1848 oberst. I 1852 blev han brigadegeneral.
Under Krimkrigen gjorde han sig bemærket, bl.a. under slaget om Malakoff i 1855, efter hvilket han blev divisionsgeneral. I 1859 deltog han i felttoget i Italien, og i 1868 overgik han til reserven og blev ridder af Æreslegionen.
19. juli 1870 blev han kommandant over 6. division i Strasbourg. Han opgav først forsvaret af byen, da nyheden om Frankrigs nederlag i slaget ved Sedan kom. Inden da var både biblioteket og museet i Strasbourg gået tabt i bombardementet.